# Australomimetus hirsutus
Australomimetus hirsutus là một loài nhện trong họ Mimetidae.
Loài này thuộc chi Australomimetus. Australomimetus hirsutus được miêu tả năm 1986 bởi Heimer.